# Live at Somerset House
Live at Somerset House est le premier album live de The Divine Comedy, enregistré au début de la tournée Bang Goes The Knighthood, le samedi 17 juillet 2010, au Somerset House à Londres. Sortie en 2 CD en digipack et en édition limitée.